# Конон (папа римский)
Ко́нон (лат. Conon PP.; 630 — 21 сентября 687) — папа римский с 21 октября 686 года по 21 сентября 687 года.

## Биография
По происхождению Конон был фракиец, сыном офицера фракийского войска, и обучался на Сицилии, а рукоположён в сан священника в Риме. Его избрание сопровождалось борьбой военных и церковных деятелей. Конон был выдвинут в качестве компромиссного кандидата - враждующие стороны устроил его возраст, почтенный вид и простой характер. Он был интронизирован 21 октября 686 года либо после направления уведомления о его избрании экзарху Равенны, или после того, как оно было подтверждено.
Конон пользовался уважением византийского императора Юстиниана II, который сообщил ему, что намерен соблюдать решения Третьего Константинопольского собора. Юстиниан также отменит некоторые налоги и сборы с папских владений. Также Конон заботился о деятельности миссионеров в Ирландии и Франконии. Он принял ирландских миссионеров Килиана и его спутников, рукоположил Килиана в епископы и поручил ему и другим проповедовать веру во Франконии.
После смерти Конон был похоронен в притворе базилики Святого Петра.